# 瑞典的路易丝公主
路易丝·约瑟芬娜·尤金妮娅（瑞典語：Louise Josefina Eugenia，1851年10月31日—1926年3月20日），出生于斯德哥尔摩。是瑞典国王卡尔十五世的长女。丹麦王后。
虽然是卡尔十五世唯一的成年婚生子女，但因是女性，當時瑞典的公主沒有王位继承权。
路易丝的長子克里斯蒂安繼承了丹麥王位，次子卡尔王子在挪威獨立時，被挪威國會立為國王，是為哈康七世。